# 鹅区
鹅区（義大利語：Nobile Contrada dell'Oca）是意大利锡耶纳的17个堂区之一。位于田野广场以西。传统上，该区居民生产染料。
该区标志是一只加冕的鹅，颈项环绕着蓝色绶带，和萨沃伊十字。区旗为绿色和白色，镶红色边。
该区位四个高贵区之一。因该区居民在许多战斗中表现勇敢而由昔日的锡耶纳共和国颁授此称号。
该区的主保圣人是圣加大肋纳，庆祝日是4月29日。
该区最后一次在锡耶纳赛马节中获胜是在2011年7月2日。历史上该区共获胜64次。